# 19.ª etapa del Giro de Italia 2025
La 19.ª etapa del Giro de Italia 2025 tuvo lugar el 30 de mayo de 2025 y consistió en una etapa de montaña con inicio en la localidad italiana de Biella y final en la localidad de Champoluc, sobre un recorrido de 166 km. El vencedor fue el francés Nicolas Prodhomme del equipo Decathlon AG2R La Mondiale, mientras que el mexicano Isaac Del Toro del equipo UAE Team Emirates XRG consiguió mantenerse como líder de la carrera.

## Clasificación de la etapa[2]
| Biella - Champoluc | etapa de montaña | (166 km) |

| \| Clasificación de la etapa \| Clasificación de la etapa \| Clasificación de la etapa \| Clasificación de la etapa \| Clasificación de la etapa \| \| Ciclista \| Ciclista \| Equipo \| Tiempo \| \| \| ------------------------- \| ------------------------- \| -------------------------- \| ------------------------- \| ------------------------- \| \| 1.º \| Nicolas Prodhomme \| Decathlon-AG2R La Mondiale \| 4 h 50 min 35 s \| \| \| 2.º \| Isaac Del Toro \| UAE Team Emirates XRG \| + 58 s \| \| \| 3.º \| Richard Carapaz \| EF Education-EasyPost \| + 58 s \| \| \| 4.º \| Damiano Caruso \| Bahrain Victorious \| + 1 min 22 s \| \| \| 5.º \| Brandon McNulty \| UAE Team Emirates XRG \| + 1 min 22 s \| \| \| 6.º \| Egan Bernal \| Ineos Grenadiers \| + 1 min 22 s \| \| \| 7.º \| Simon Yates \| Team Visma \\| Lease a Bike \| + 1 min 22 s \| \| \| 8.º \| Rafał Majka \| UAE Team Emirates XRG \| + 1 min 22 s \| \| \| 9.º \| Antonio Tiberi \| Bahrain Victorious \| + 1 min 22 s \| \| \| 10.º \| Einer Rubio \| Movistar Team \| + 1 min 22 s \| \| |                   |                            |                 |
| |                   |                            |                 |
| Fuente: ProCyclingStats |                   |                            |                 |
| Clasificación de la etapa |                   |                            |                 |
| Ciclista | Ciclista          | Equipo                     | Tiempo          |
| 1.º | Nicolas Prodhomme | Decathlon-AG2R La Mondiale | 4 h 50 min 35 s |
| 2.º | Isaac Del Toro    | UAE Team Emirates XRG      | + 58 s          |
| 3.º | Richard Carapaz   | EF Education-EasyPost      | + 58 s          |
| 4.º | Damiano Caruso    | Bahrain Victorious         | + 1 min 22 s    |
| 5.º | Brandon McNulty   | UAE Team Emirates XRG      | + 1 min 22 s    |
| 6.º | Egan Bernal       | Ineos Grenadiers           | + 1 min 22 s    |
| 7.º | Simon Yates       | Team Visma \| Lease a Bike | + 1 min 22 s    |
| 8.º | Rafał Majka       | UAE Team Emirates XRG      | + 1 min 22 s    |
| 9.º | Antonio Tiberi    | Bahrain Victorious         | + 1 min 22 s    |
| 10.º | Einer Rubio       | Movistar Team              | + 1 min 22 s    |

## Clasificaciones al final de la etapa

### Clasificación general(Maglia Rosa)[3]
| \| Clasificación general \| Clasificación general \| Clasificación general \| Clasificación general \| Clasificación general \| \| Ciclista \| Ciclista \| Equipo \| Tiempo \| \| \| --------------------- \| --------------------- \| -------------------------- \| --------------------- \| --------------------- \| \| 1.º \| Isaac Del Toro \| UAE Team Emirates XRG \| 73 h 47 min 59 s \| \| \| 2.º \| Richard Carapaz \| EF Education-EasyPost \| + 43 s \| \| \| 3.º \| Simon Yates \| Team Visma \\| Lease a Bike \| + 1 min 21 s \| \| \| 4.º \| Derek Gee \| Israel-Premier Tech \| + 2 min 27 s \| \| \| 5.º \| Damiano Caruso \| Bahrain Victorious \| + 3 min 36 s \| \| \| 6.º \| Egan Bernal \| Ineos Grenadiers \| + 5 min 13 s \| \| \| 7.º \| Giulio Pellizzari \| Red Bull-Bora-Hansgrohe \| + 5 min 32 s \| \| \| 8.º \| Einer Rubio \| Movistar Team \| + 6 min 39 s \| \| \| 9.º \| Michael Storer \| Tudor Pro Cycling Team \| + 9 min 11 s \| \| \| 10.º \| Brandon McNulty \| UAE Team Emirates XRG \| + 9 min 33 s \| \| |                   |                            |                  |
| |                   |                            |                  |
| Fuente: ProCyclingStats |                   |                            |                  |
| Clasificación general |                   |                            |                  |
| Ciclista | Ciclista          | Equipo                     | Tiempo           |
| 1.º | Isaac Del Toro    | UAE Team Emirates XRG      | 73 h 47 min 59 s |
| 2.º | Richard Carapaz   | EF Education-EasyPost      | + 43 s           |
| 3.º | Simon Yates       | Team Visma \| Lease a Bike | + 1 min 21 s     |
| 4.º | Derek Gee         | Israel-Premier Tech        | + 2 min 27 s     |
| 5.º | Damiano Caruso    | Bahrain Victorious         | + 3 min 36 s     |
| 6.º | Egan Bernal       | Ineos Grenadiers           | + 5 min 13 s     |
| 7.º | Giulio Pellizzari | Red Bull-Bora-Hansgrohe    | + 5 min 32 s     |
| 8.º | Einer Rubio       | Movistar Team              | + 6 min 39 s     |
| 9.º | Michael Storer    | Tudor Pro Cycling Team     | + 9 min 11 s     |
| 10.º | Brandon McNulty   | UAE Team Emirates XRG      | + 9 min 33 s     |

### Clasificación por puntos(Maglia Ciclamino)[4]
| Clasificación por puntos | Clasificación por puntos | Clasificación por puntos | Clasificación por puntos | Clasificación por puntos |
| Ciclista                 | Ciclista                 | Equipo                   | Puntos                   |                          |
| ------------------------ | ------------------------ | ------------------------ | ------------------------ | ------------------------ |

### Clasificación de la montaña(Maglia Azzurra)[5]
| Clasificación de la montaña | Clasificación de la montaña | Clasificación de la montaña | Clasificación de la montaña | Clasificación de la montaña |
| Ciclista                    | Ciclista                    | Equipo                      | Puntos                      |                             |
| --------------------------- | --------------------------- | --------------------------- | --------------------------- | --------------------------- |

### Clasificación de los jóvenes(Maglia Bianca)[6]
| Clasificación del mejor joven | Clasificación del mejor joven | Clasificación del mejor joven | Clasificación del mejor joven | Clasificación del mejor joven |
| Ciclista                      | Ciclista                      | Equipo                        | Tiempo                        |                               |
| ----------------------------- | ----------------------------- | ----------------------------- | ----------------------------- | ----------------------------- |

### Clasificación por equipos"Súper team"[7]
| Clasificación por equipos | Clasificación por equipos | Clasificación por equipos | Clasificación por equipos |
| Equipo                    | Equipo                    | Tiempo                    |                           |
| ------------------------- | ------------------------- | ------------------------- | ------------------------- |

## Abandonos
- Afonso Eulálio (Team Bahrain Victorious) abandonó durante el transcurso de la etapa.
- Marco Brenner (Tudor Pro Cycling Team) abandonó durante el transcurso de la etapa.